# Jesús Velasco Echave
Jesús Velasco Echave (Madrid, 7 de febrero de 1878-Dachau, 1944) fue un militar español que participó en la Guerra civil española. Durante la contienda llegó a mandar diversas unidades en el Frente de Teruel. Exiliado en Francia, sería detenido por los nazis y deportado al campo de concentración Dachau, donde falleció en pésimas condiciones.

## Biografía
Nació el 7 de febrero de 1878 en Madrid, en el seno de una familia de ascendencia militar. 
Ingresó en el Ejército en 1894, realizando estudios en la Academia de Infantería de Toledo —de la cual llegaría a ser docente—. Tomó parte en las campañas de Cuba y Marruecos. En el plano personal, era un hombre de profundas convicciones católicas. En julio de 1936 ostentaba el rango de coronel, estando al mando del Regimiento de Infantería «Otumba» n.º 9, con sede en Valencia.
Tras el estallido de la Guerra civil se mantuvo fiel a la Segunda República. En los primeros meses de la contienda llegó a estar al frente de varias columnas milicianas, como la «Torres-Benedito» y la «Iberia», que operaron el frente de Teruel. El 15 de noviembre de 1936 el gobierno le nombró comandante del Frente de Teruel, con la misión de proceder a la militarización de las diversas milicias que actuaban en este sector. En abril de 1937 pasó a mandar el recién creado «Ejército de operaciones de Teruel», y en junio fue nombrado comandante del XIII Cuerpo de Ejército. Posteriormente pasó a mandar la Agrupación norte de la Defensa de Costas —compuesta por las brigadas 81.ª, 135.ª y 151.ª, además de una brigada y un regimiento de caballería—. El 24 de enero de 1939 asumió el puesto de comandante militar de Barcelona. No obstante, no pudo organizar la defensa de la ciudad frente a la ofensiva franquista, que conquistó la ciudad dos días más tarde.
Tras la caída de Cataluña pasó a Francia junto a otros militares y civiles españoles, siendo internado en un campo de concentración de Ariège. En 1944, en plena Segunda Guerra Mundial, fue detenido por la Gestapo y deportado al campo de concentración de Dachau junto a otros españoles republicanos. Muy enfermo y en pésimas condiciones físicas, Velasco Echave habría falleció poco después de su llegada al campo de concentración.